# راشيل باريل
راشيل باريل (بالإنجليزية: Rachel Barrell)‏ هي مغنية وممثلة بريطانية، ولدت في 1980.